# The Bends
The Bends je druhé album skupiny Radiohead, které bylo vydáno v roce 1995.

## Seznam skladeb
| #  | Píseň                        | Délka | Autoři    |
| -- | ---------------------------- | ----- | --------- |
| 01 | "Planet Telex"               | 4:19  | Radiohead |
| 02 | "The Bends"                  | 4:04  | Radiohead |
| 03 | "High and Dry"               | 4:20  | Radiohead |
| 04 | "Fake Plastic Trees"         | 4:51  | Radiohead |
| 05 | "Bones"                      | 3:08  | Radiohead |
| 06 | "(Nice Dream)"               | 3:54  | Radiohead |
| 07 | "Just"                       | 3:54  | Radiohead |
| 08 | "My Iron Lung"               | 4:37  | Radiohead |
| 09 | "Bullet Proof… I Wish I Was" | 3:29  | Radiohead |
| 10 | "Black Star"                 | 4:07  | Radiohead |
| 11 | "Sulk"                       | 3:43  | Radiohead |
| 12 | "Street Spirit (Fade Out)"   | 4:12  | Radiohead |